# Osteodermo

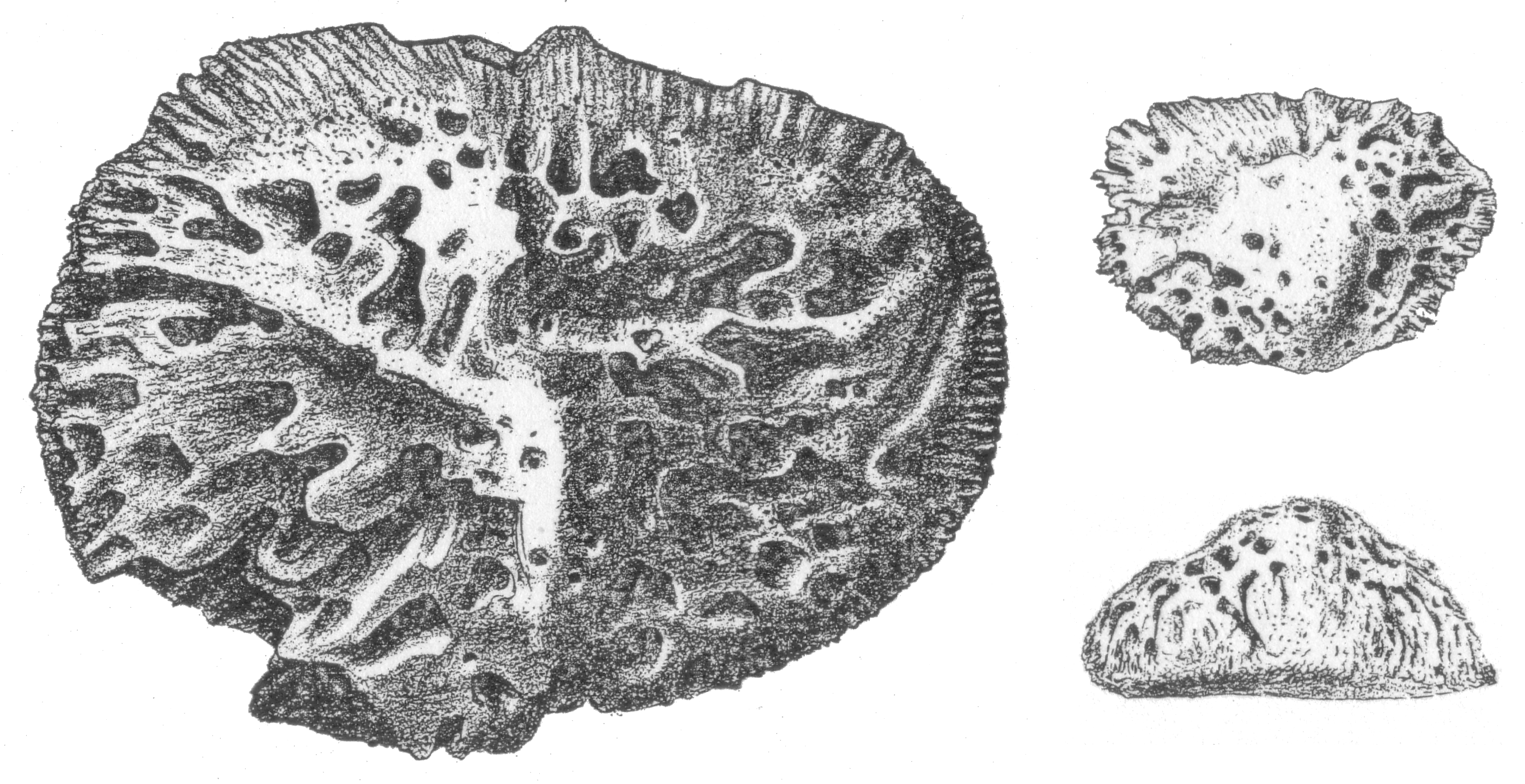
Osteodermo del cocodriliano extinto Deinosuchus

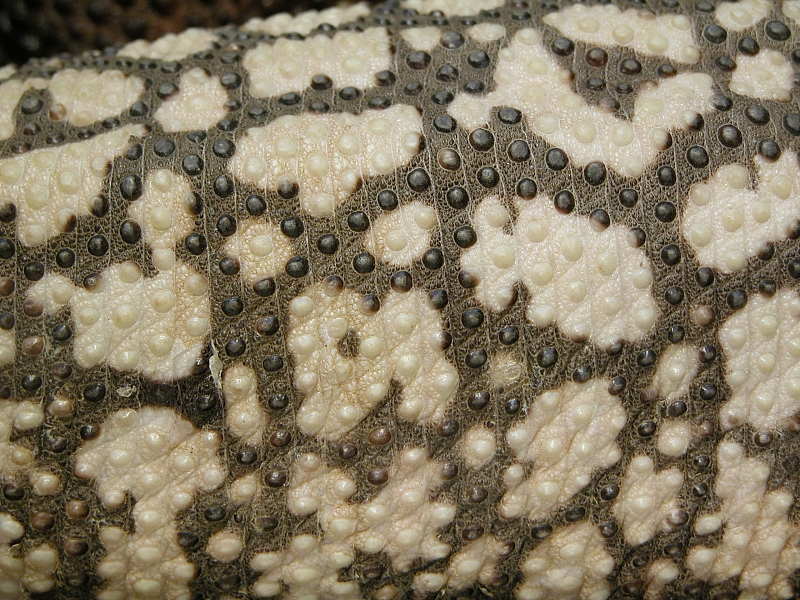
Acercamiento de la piel del heloderma, revelando sus osteodermos

Osteodermo: placa ósea que se encuentra en la piel o escama de los animales.
Estas osificaciones no corresponden al esqueleto y se encuentran en varios géneros no relacionados, como dinosaurios como el Ceratosaurus, mamíferos como el Mylodon y reptiles como los arcosaurios.
La función también varía desde defensivas hasta formar parte del cortejo reproductivo.
En los cocodrilos la función prioritaria que desempeña es la captación de calor, como si fueran celdas solares; así al pasar la sangre por estas estructuras óseas se calientan y así distribuyen el calor por todo el cuerpo para poder llevar a cabo sus actividades diarias y el metabolismo porque estos poiquilotermos necesitan el calor para llevar a cabo todas sus actividades.
También supone una inestimable protección en el caso de los cocodrilianos ante sus enemigos ya que presenta una coraza de estos osteodermos cubriendo todo el dorso e incluso la cabeza.

### Caparazón de las tortugas

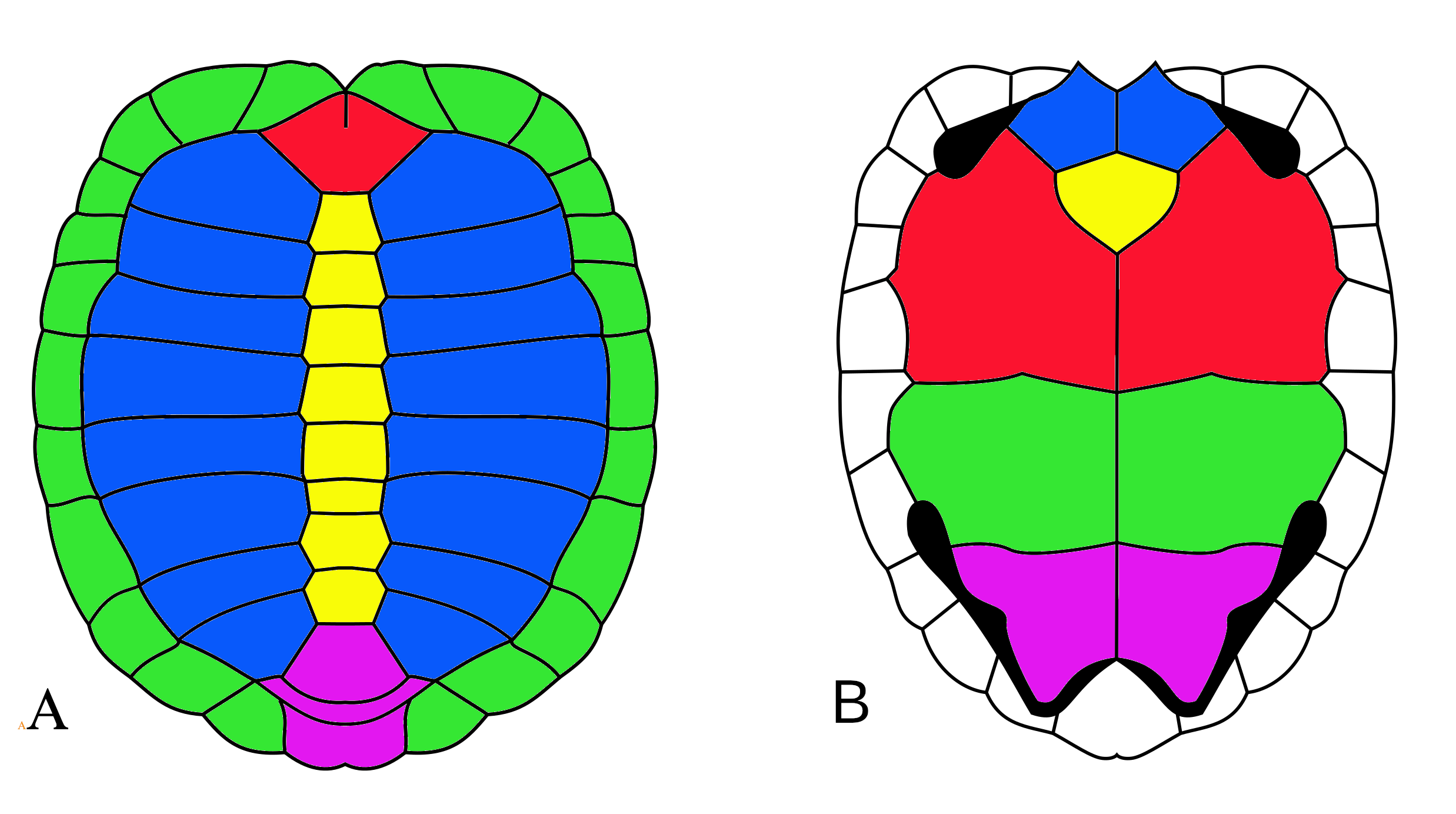
Placas óseas del caparazón de una tortuga. A) Espaldar. B) Plastrón.

Estas, forma el caparazón de las tortugas varía de una especie a otra. Están compuestos por finas placas óseas internas, osificaciones de la dermis que se sueldan a las vértebras y a las costillas; son una excepción las especies de la familia Trionychidae, en las que dichas placas están reducidas o son cartilaginosas (ricas en calcio). Algunas de estas placas son derivados de antiguos huesos de la cintura pectosal, particularmente las clavículas y la interclavícula. Sobre estas placas óseas se extiende uno de los siguientes revestimientos:
- Piel especialmente consistente, casi coriácea (parecida al cuero).
- Placas córneas de queratina, comparables a las escamas de los demás reptiles.
- Osteocutos o escudos óseos, cubiertos por una fina capa córnea ligeramente calcificada (solo en el caso de las tortugas terrestres; es decir, la familia Testudinidae).

El caparazón consta de dos regiones:
- Espaldar: es la parte superior o dorsal (también llamado «caparazón»); está constituido por cinco hileras de placas; la central o neural, en posición media, flanqueada a cada lado por las hileras costales, que, a su vez están flanqueadas por las hileras marginales.
- Plastrón: es la parte inferior o ventral (también llamado «peto»).